# 致公堂

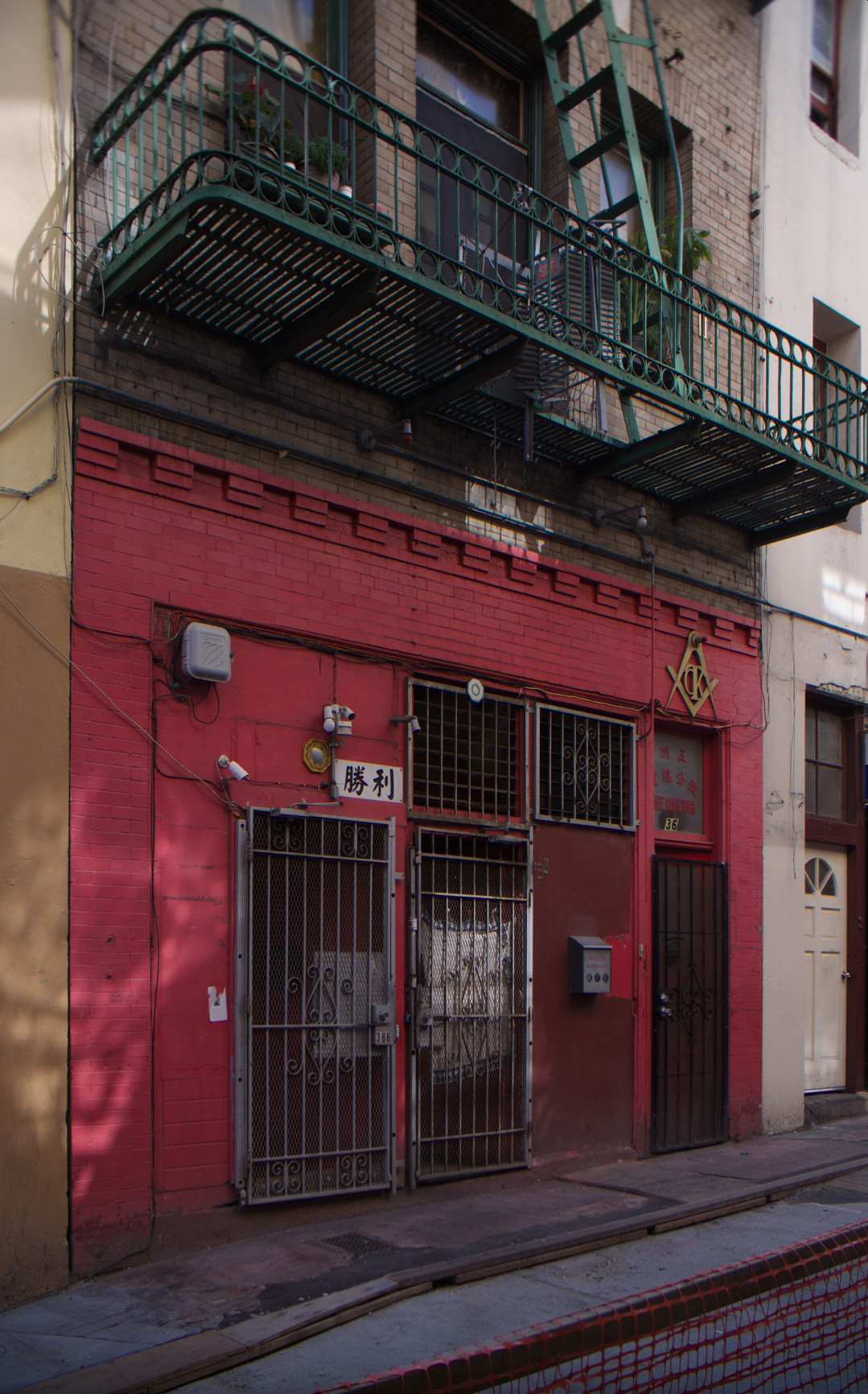
位於美国加州舊金山唐人街斯波法巷36-38號的致公總堂大樓。

致公堂（原名洪順堂，歐文：Chee Kung Tong、Gee Kung Tong），屬於美洲洪門組織，成立於1848年。1879年在舊金山市政府註冊「非牟利機構」，因駐舊金山清政府公處阻撓，才改名「致公堂」（南洋等地之洪門組織則多稱義興會）。1897年，黃三德當選為舊金山致公總堂盟長，主要任務是周遊各埠分堂，傳逹總堂最新動向，祖國國情動態消息。1949年後，位於美國舊金山的致公總堂至今仍支持在台灣的中華民國政權、聲援華人民主運動，現任盟長為趙炳賢。

## 大事記
1904年，孫中山赴美欲說服華僑支持革命，受保皇派阻擾，經舊金山致公總堂盟主黃三德疏通，於檀香山國安會館加入洪門，並為致公總堂制定章程。
同年4月，清廷勾結美國移民局官員於舊金山將孫中山逮捕，羈押至天使島木屋移民候審所囚禁。致公總堂盟主黃三德動員洪門弟兄將孫救出。
1911年5月，孫中山與舊金山致公總堂組織洪門籌餉局響應辛亥革命，令同盟會會員一律加入致公堂。
1915年，因辛亥革命後同盟會改組為國民黨，加拿大致公堂中堅份子為保護洪門不至分裂，成立輔翼組織達權社，總部設在卑詩省維多利亞，全加共有16個支社。
1925年10月10日，在舊金山致公總堂召開的五洲洪門懇親大會決定，另成立中國致公黨於中國大陸，推選陈炯明为总理。
1946年7月，在中國上海召開的五洲洪門懇親大會決議於9月1日成立中國洪門民治黨，司徒美堂、趙昱為正副主席，中央黨部設於上海，現主要分佈在海外。
1949年後，舊金山致公總堂自黃三德後歷任盟長李就、司徒俊蔥，現任盟長為趙炳賢，至今仍支持在台灣的中華民國政權、聲援華人民主運動，並於總堂頂樓高掛青天白日滿地紅旗。
致公堂與歸華發展、轉而支持中共建政的大陸中國致公黨、司徒美堂一系，已互不相干。
2018年，舊金山致公總堂將四千多件文物捐贈給加州大學伯克利分校（UC Berkeley）的東亞圖書館保存，以供海內外學者研究早期洪門、華僑移民與中華民國革命歷史。
2019年，舊金山致公總堂發表聲明支持香港反送中運動，並認為附和中共政權的香港「洪門」會黨將先賢創立的精神理念完全扭曲。
2020年10月，舊金山致公總堂與合勝總堂等美洲僑團為慶祝雙十節，動員擴大佈置青天白日滿地紅旗旗海於舊金山唐人街，宣傳中華民國與台灣。